# محمد صالح الحمد
محمد صالح الحَمَد با کُنیهٔ ابوخالد (۱۹۱۳ – ۱۸ مۀ ۱۹۳۸) انقلابی فلسطینی، یکی از اعضای گردان‌های قسام و از برجسته‌ترین رهبران انقلاب ۱۹۳۶–۱۹۳۹ بود. با عزالدین قسام در اوایل دههٔ ۱۹۳۰ آشنا شد و یکی از پنج قسّامی اول بود. در زمینهٔ تهیهٔ سلاح برای انقلابیون فعالیت داشت و فرماندهی منطقهٔ نابلس را بر عهده گرفت. او در چندین نبرد شرکت کرد و فرمانده نبرد سیریس-جبع بود. در منطقه روستای سرطه در کوه‌های نابلس در محاصره نیروهای بریتانیایی قرار گرفت و با آنها جنگید تا اینکه کشته شد. از او به عنوان یک «شهید» یاد می‌شود.

## زندگی و پیشه
او در روستای سیلة الظهر در ناحیهٔ جنین، سنجق نابلس، ولایت بیروت، امپراتوری عثمانی، در سال ۱۹۱۳ متولد شد و همان‌جا بزرگ شد. به همراه سه برادرش در اطراف آن به کشاورزی و دامداری مشغول شد. در ده سالگی، پس از فقدان یکی از برادران و یکی از خواهرانش در اپیدمی وبا که روستا را فرا گرفته بود، در جستجوی امرار معاش به حیفا نقل مکان کرد.
او در حیفا به عنوان کارگر و سپس به عنوان فروشنده کار کرد. در آنجا با خلیل محمد عیسی، ابوابراهیم الکبیر و عبدالله الاصبح و سپس با عزالدین قسام در اوایل دههٔ ۱۹۳۰ آشنا شد. او قرآن و خطابت را نزد او آموخت و یکی از پنج قسامی اول شد. عزالدین قسام رهبری یک شبکهٔ فدایی در شهر حیفا را به او سپرد و او به خوبی از عهده آن برآمد.
پس از کشته شدن قسّام در ۲۰ نوامبر ۱۹۳۵، او به همراه تعدادی دیگر از قسامی‌ها ناپدید شد تا اینکه انقلاب بزرگ فلسطین در سال ۱۹۳۶ آغاز شد. او به آن پیوست و در آغاز انقلاب، نام «ابومصطفی الشامی» را برای خود برگزید. به همراه دوستش عبدالله الاصبح، گروه‌هایی از انقلابیون را در کوه‌های جلیل رهبری می‌کرد. او خودش تعدادی از مأموران قیمومیت بریتانیا را کشت. میان فلسطین و لبنان دررفت و آمد بود تا سلاح و تجهیزات را برای مبارزان منتقل کند. فرماندهی منطقهٔ نابلس به او سپرده شد و او نبردهای زیادی با نیروهای بریتانیایی و تجمعات صهیونیستی انجام داد که مشهورترین آنها نبرد سیریس-جبع بود که شش ساعت طول کشید و هواپیماهای بریتانیایی در آن شرکت داشتند، اما پیروزی از آن انقلابیون عرب شد.
در ماه مهٔ ۱۹۳۸، در کنفرانس رهبران انقلاب فلسطین در روستای دیر غسانه شرکت کرد، زمانی که آنها توسط یک نیروی بزرگ بریتانیایی محاصره شده بودند. او توانست از محاصره فرار کند و به روستای سرطه برسد، اما با محاصرهٔ دیگری از سوی نیروهای بریتانیایی مواجه شد و تا زمان کشته شدنش، به همراه برخی از همرزمانش در ۱۸ مۀ ۱۹۳۸، جنگید.
او به عنوان یک «شهید» گرامی داشته می‌شود. پیکر او و همراهانش با شاخه‌های زیتون پوشانده و پنهانی به روستای بدیه و از آنجا به سیلة الظهر منتقل کردند. در آنجا در قبری در غرب روستا دفن شد. محل دفن آنها زیارتگاه مردم روستا و روستاهای مجاور شد. محمد صالح الحمد بدون اینکه نشانه ای بر قبرش باشد، دفن شد، زیرا اهالی می‌ترسیدند که آن را مثله کنند. پسرش خالد (۱۹۳۷–۲۰۲۱) که شاعر بود، یک سال پیش از کشته شدن پدرش به دنیا آمده بود. او بیان کرده که چگونه پدربزرگ مادری‌اش او را در کودکی به آن زیارتگاه می‌برد و به او می‌گفت که روی آن قطعه زمین نایستد، زیرا آنجا قبر پدرش است. مادرش دیگر هرگز ازدواج نکرد و مرتب می‌گفت که «دیگر مردی مانند شوهر شهیدش که جانش را فدای کشورش کرد» پیدا نخواهد کرد. در دانشنامۀ فلسطین آمده است که «او به پاکدامنی، شجاعت و فداکاری در خدمت به کشور و مردمش شهرت داشت.»